# Nifuratel
Il Nifuratel, derivato nitrofuranico, è un farmaco topico antibatterico e antimicotico, utilizzato in ginecologia da solo RCP 1 o in associazione con la nistatina RCP 2; non in Italia esiste in forma sistemica.

## Indicazioni
- Affezioni vulvovaginali[1]
- Infezioni delle vie urinarie[2].
- Eradicazione dell'Helicobacter pylori[3]. È utilizzato come sistemico negli U.S.A per l'eradicazione dell'H. pilory ma in Italia è introvabile.

### Spettro antimicrobico
Attivo su:
Batteri
Enterococcus faecalis, Enterococcus faecium, Staphylococcus aureus, Bacillus subtilis, Escherichia coli, Shigella flexneri, Shigella sonnei, Salmonella typhi, Salmonella typhimurium, Salmonella enteritidis, Klebsiella spp., Enterobacter spp., Serratia spp., Citrobacter spp., Morganella spp., Rettgerella spp., Pragia fontium, Budvicia aquatica, Rachnella aquatilis, Acinetobacter spp., e altri enterobatteri atipici.
Helicobacter pylori (metronidazolo resistente).
Protozoi
Amebe, Giardia, Trichomonas vaginalis,
Funghi:
Candida
Poco attivo su:
Proteus mirabilis, Proteus vulgaris, Pseudomonas aeruginosa

## Precauzioni
Nifuratel non deve essere somministrato a pazienti con insufficienza renale, neuropatie, o deficit di G6PD.

## Effetti collaterali
Gli effetti avversi associati alla terapia sistemica con nifuratel comprendono: disturbi gastrointestinali, neuropatia periferica, dermatite da contatto  e porpora trombocitopenica.

### Gravidanza
Il Nifuratel appartiene a quei farmaci utilizzati in gravidanza ampiamente e per questo motivo si può prevedere l'assenza di effetti teratogeni sul feto; ma è un farmaco per il quale non esistono studi definitivi a tal proposito.